# Richtersius coronifer
Richtersius coronifer là một loài gấu nước trong họ Macrobiotidae. Chúng có bộ nhiễm sắc thể lưỡng bội 2n=12.